# Piz'
Il Piz' (in russo Пизь?) è un fiume della Russia europea orientale, affluente di destra del fiume Buj (bacino idrografico del Volga). Scorre nel Territorio di Perm', nella Baschiria e nell'Udmurtia.
La sorgente del fiume si trova nell'Elovskij rajon del Territorio di Perm', scorre poi in direzione sud-occidentale attraverso il distretto della città di Čaikovskij e lungo il confine con la Baschiria. Raggiunge una larghezza di 15-25 m. Ha una lunghezza di 151 km, il suo bacino è di 2 210 km². Sfocia nel Buj a 20 km dalla foce, a nord del villaggio di Amzja.